# Pokusy Karla I. o restauraci monarchie v Uhersku

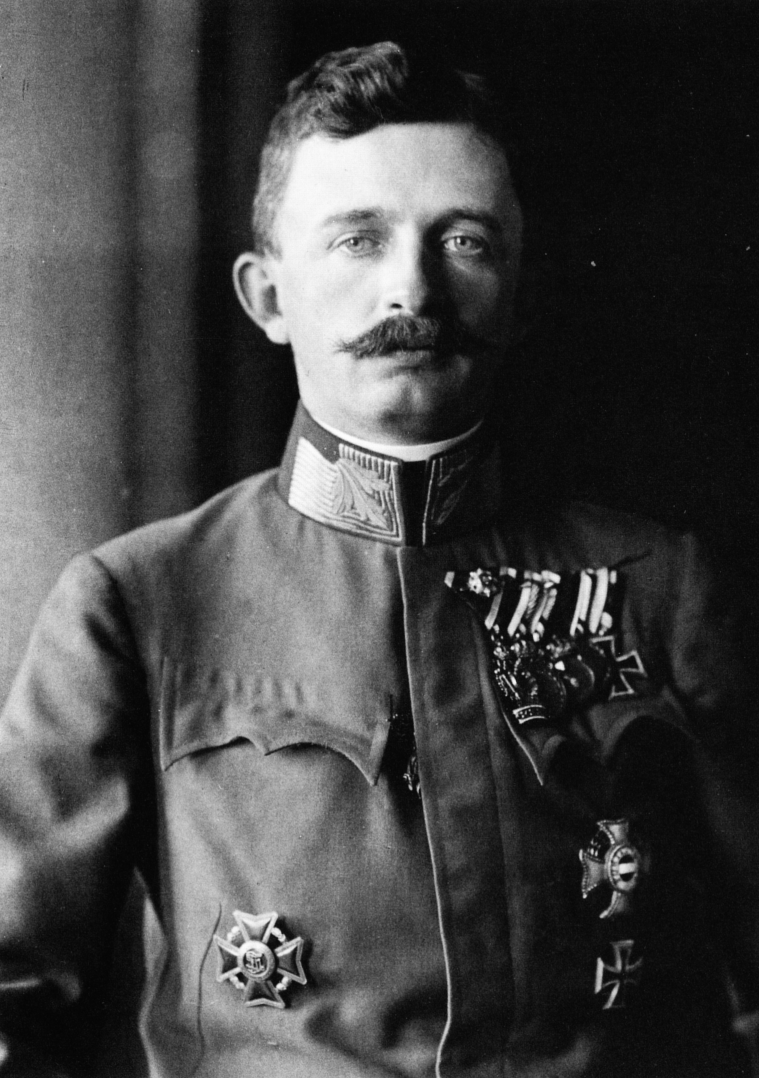
Císař Karel I., král uherský

Pokusy Karla I. o restauraci monarchie v Uhersku označuje dva neúspěšné pokusy císaře Karla I. (jako uherský král Karel IV.) o znovuzískání uherského trůnu poté, co byl 1. března 1920 maďarským regentem zvolen Miklós Horthy. Tyto pokusy se také označují jako „první“ a „druhý královský státní převrat “ (v maďarštině első és második királypuccs).

## Průběh událostí

### Předchozí události
Dne 13. listopadu 1918 vydal císař Karel prohlášení, ve kterém se vzdal práva účastnit se státních záležitostí v Uhersku. Zprostil také úředníky v uherské části říše přísahy věrnosti. Stalo se tak dva dny poté, co vydal podobné prohlášení v rakouské části monarchie. Ačkoli tato prohlášení byla popsána jako "abdikace", Karel se záměrně použití tohoto termínu vyhýbal pro případ, že by se občané některého národa vyjádřili v jeho prospěch.
Poslední Karlův uherský premiér Mihály Károlyi využil situace a vyhlásil Maďarskou republiku, přičemž sám se stal prozatímním prezidentem. Pokračující spojenecká okupace učinila Károlyiho situaci neudržitelnou a v březnu 1919 byl z úřadu vytlačen sociálně-demokratickou koalicí, která vyhlásila Maďarskou sovětskou republiku. Za komunistického vůdce Bély Kuna se Maďarsko stalo druhým komunistickým státem na světě. Kunova vláda však byla v srpnu svržena rumunskými ozbrojenými sílami.  Nakonec, arcivévoda Josef August, Karlův bratranec, převzal moc jako regent za Karla. Také on však byl odstraněn, poté co ho Spojenci odmítli uznat. 
Brzy se navíc ukázalo, že Spojenci nechtějí přijmout Habsburka jako hlavu Maďarska. Nakonec byl v březnu 1920 regentem Maďarska jmenován Miklós Horthy, poslední velitel rakousko-uherského námořnictva.
Již 20. října 1921 Karel zahájil svůj druhý pokus. Se svou chotí Zitou se rozhodl pro smělý let na stroji Junkers F 13 do Šoproně, opět bez informování jemu beztak již podezřelého Horthyho. Zde legitimisté mezitím započali, tzv. Freischärler (polovojenská skupina), kteří se stavěli proti postoupení Burgenlandska Rakousku (viz též Referendum 1921 v Burgenlandsku), a další menší vojenské kontingenty se spojovaly ve vojsko. Jelikož však telegram se zprávou o Karlově příjezdu dorazil o den později, rozhodujícím způsobem se zpozdil odchod vojska. Z pochodu na Budapešť vzniklo vítězné tažení, ne nepodobné slavnému návratu Napoleona z Elby do Paříže v roce 1814, pomalé tempo postupu však dalo zpočátku váhavému Horthymu čas, aby soustředil vlastní vojsko na konfliktem hrozící vojska dohody. V Budaörsi, jednom z předměstí Budapešti, došlo 23. října 1921 k menší potyčce, při níž přišlo o život 19 vojáků. Tehdy si Karel uvědomil, že snahy o restauraci monarchie by nejspíše skončily občanskou válkou, proto i přes naléhání svých vojenských poradců vydal rozkaz k ústupu.
To znamenalo de facto konec snah legitimního uherského krále o převzetí trůnu a restaurace monarchie.

### Dozvuky
Po krátké internaci v opatství Tihany na Balatonu byl Karel dne 1. listopadu se svou chotí Zitou přijat na palubu britské dunajské lodi Glowworm a odvezen k Černému moři a poté pokračovali na anglickém křižníku Cardiff přes Gibraltar na portugalský ostrov Madeira, kam dorazil 19. listopadu. Jejich děti za nimi dorazily teprve 2. února 1922.
V maďarském parlamentu byl mezitím, dne 6. listopadu, přijat zákon, který s konečnou platností zbavil Habsburky nároku na trůn.